# Сарате, Науэль
Науэль Алехандро Сарате (исп. Nahuel Alejandro Zárate; родился 27 января 1993 года, Буэнос-Айрес, Аргентина) — аргентинский футболист, защитник клуба «Эстудиантес» (Буэнос-Айрес).

## Клубная карьера
Сарате — воспитанник клуба «Бока Хуниорс». 11 марта 2013 года в матче против «Атлетико Рафаэла» он дебютировал в аргентинской Примере. В 2015 году для получения игровой практики Науэль на правах аренды перешёл в «Годой-Крус». 14 февраля в матче против «Сан-Мартин Сан-Хуан» он дебютировал за новую команду. По окончании аренды, закончился и контракт Сарате с «Бока Хуниорс». В начале 2016 года Науэль на правах свободного агента подписал соглашение с «Унион Санта-Фе». 16 апреля в матче против «Тигре» он дебютировал за новый клуб.
Летом 2017 года Сарате перешёл в «Атлетико Тукуман». 27 августа в матче против своего бывшего клуба «Годой-Крус» он дебютировал за новую команду.